# Architecture coréenne

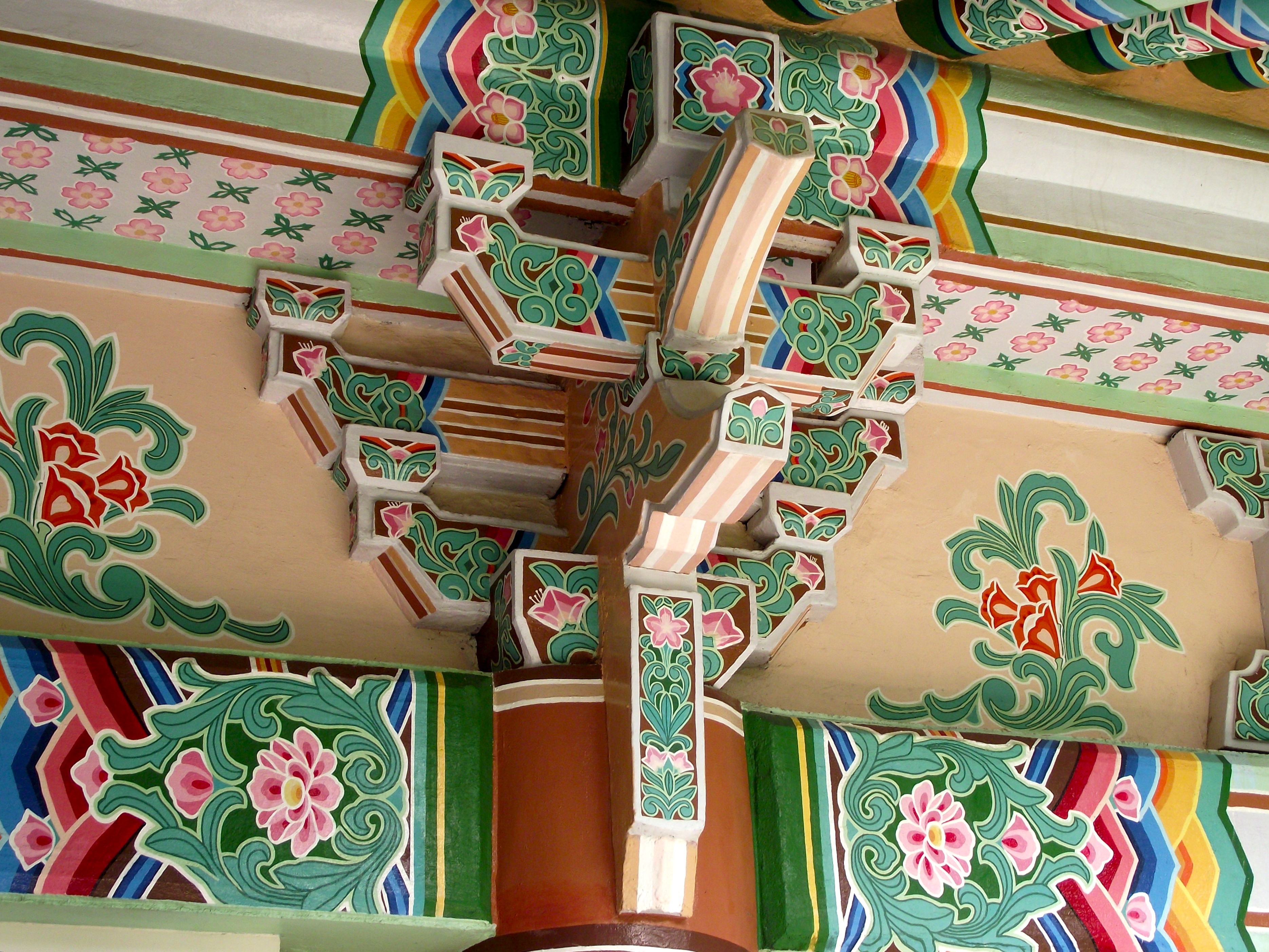
Salle d'exposition internationale de l'amitié au mont Myohyang, Corée du Nord.

 (mars 2018).
Si vous disposez d'ouvrages ou d'articles de référence ou si vous connaissez des sites web de qualité traitant du thème abordé ici, merci de compléter l'article en donnant les références utiles à sa vérifiabilité et en les liant à la section « Notes et références ».
Cet article sur l'architecture coréenne décrit les bâtiments construits en Corée depuis la préhistoire jusqu'à nos jours.

## Introduction à l'architecture ancienne
D’un point de vue technique, une construction coréenne classique (comme le temple Bulguksa) s’élève, habituellement, à partir de fondations en partie enterrées, en pierre, vers une toiture courbe couverte de tuiles. Celles-ci sont supportées par une charpente en console, elle-même soutenue par des poteaux. Les murs sont en terre (adobe) ou parfois composés en totalité par des portes en bois mobiles. Le k’an, distance entre deux poteaux (environ 3,7 mètres), est l’unité qui génère toute l’architecture traditionnelle qui est dessinée de manière qu’il y ait toujours un espace transitoire entre le dedans et le dehors.
La console ou la structure en potence est un élément architectonique coréen spécifique qui a subi de nombreuses modifications au travers du temps. Si un système simplifié était déjà utilisé dans le royaume de Koguryŏ, comme au palais de Pyongyang par exemple, une version courbe, avec des potences placées uniquement sur les têtes des colonnes du bâtiment, fut élaborée sous la dynastie Goryeo (918-1392). Le hall Amita du temple Pusok à Yeongju est un bon exemple. Plus tard (du milieu de l’ère Koguryŏ jusqu’au début de la période Joseon), un système à potences multiples fut développé sous l’influence de la dynastie  Yuan (1279-1368). Dans ce système, les consoles reposent également sur les poutres transversales. La porte Namdaemun à Séoul est avant tout le premier trésor national coréen, mais c’est aussi sûrement l’exemple le plus symbolique de ce type de structure.
Au milieu de la période Joseon, la potence en forme d’aile fait son apparition. Le hall Yongnyongjon du Chongmyo (sanctuaire ancestral) à Séoul en est un exemple.

## Architecture historique

### Antiquité

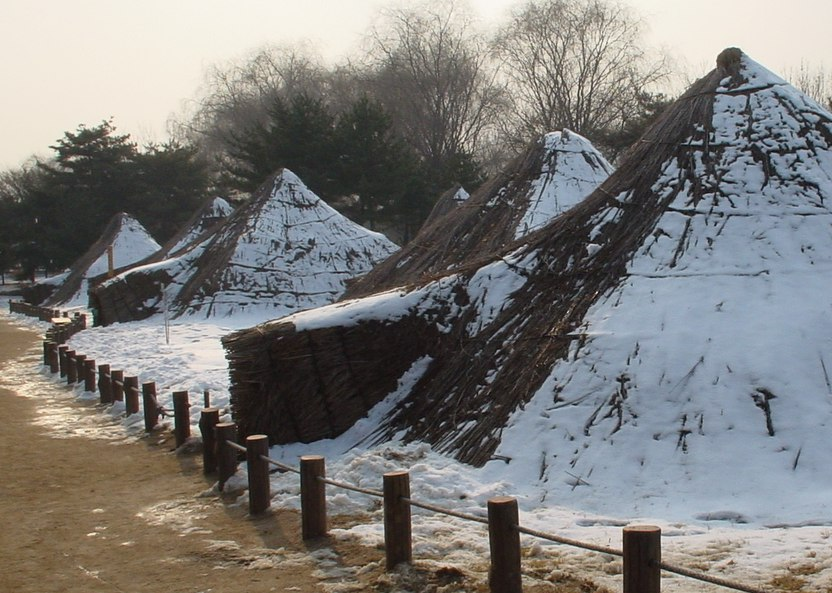
Reconstitution de huttes datant du Néolithique à Amsa-dong, Gangdong-gu, Séoul

Au Paléolithique, les premiers habitants de la péninsule coréenne utilisaient des cavernes, des abris sous roche et des abris portatifs. Les restes d'un abri portatif datant de 30 000 av. J.-C. ont été dégagés sur le site de Seokjangni dans la province de Chungcheong. Les premiers exemples de maisons semi-souterraines datent de la période Jeulmun. Les maisons creusées ont très tôt été équipées par des installations de base : foyers, citernes de stockage ainsi que des espaces de travail et de repos.
Vers 1500 av. J.-C., avec le développement de l'agriculture, les premiers villages coréens se forment. Ils sont constitués d'une vingtaine de huttes. Les huttes néolithiques étaient en fait des fosses avec un toit en branchage et en peaux. Ce toit est parfois soutenu par des colonnes. Le foyer se trouve au centre.
Au cours de la période Mumun, les constructions étaient des logements creusés avec des murs en torchis et des toits couverts de chaume.

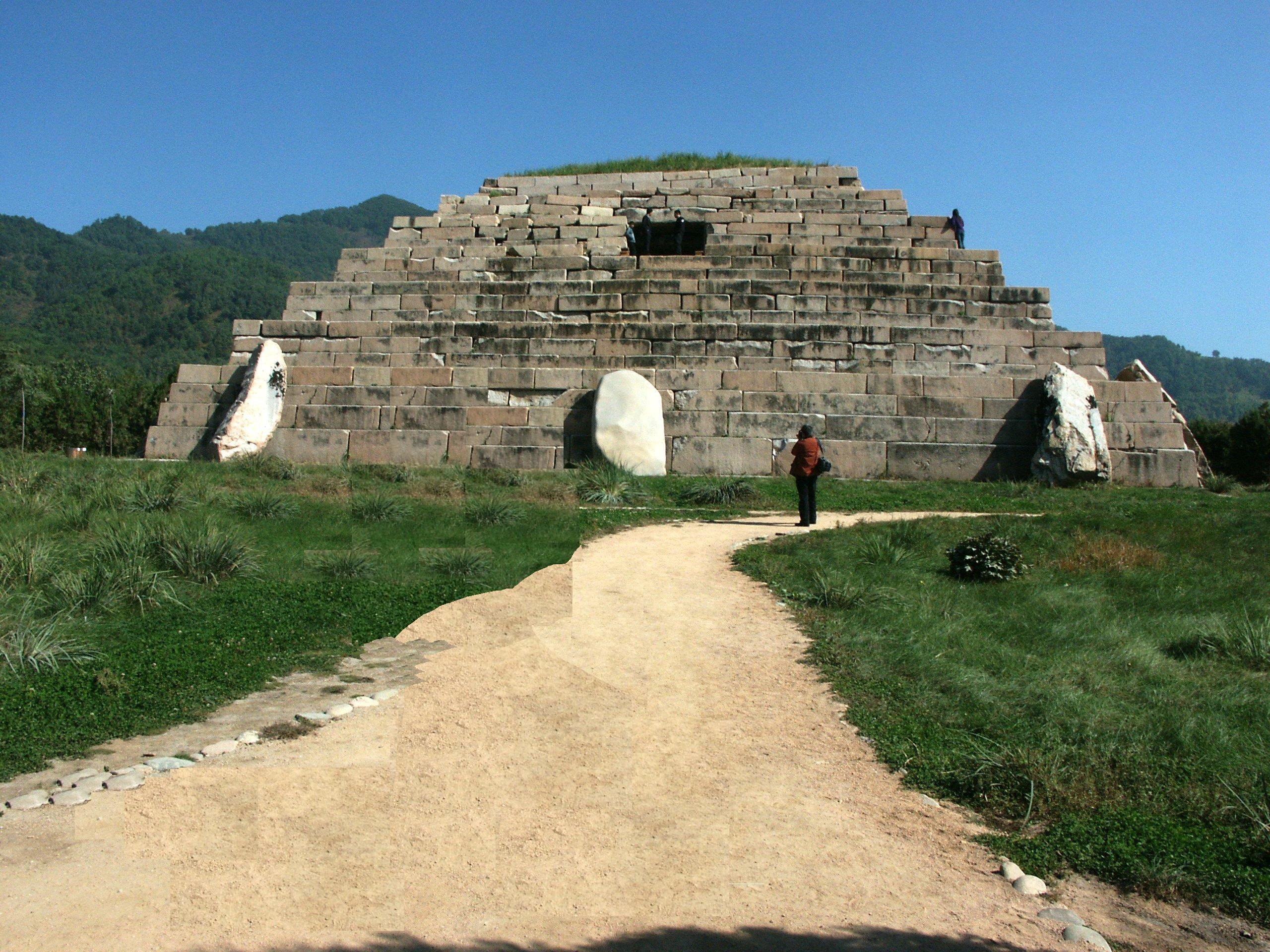
Tombe d’un chef militaire de Koguryŏ à Jian, Chine.

Les mégalithes, ou dolmens, sont les sépultures des personnes importantes et prestigieuses de la période Mumun (1500-300 av. J.-C.). Ils ont été trouvés en grand nombre, accompagnés de cistes en pierre. Les mégalithes sont les exemples principaux d'architecture mortuaire pour la période Mumun.
Il existe trois types de mégalithes :
- le type méridional, qui est bas et souvent composé d’une simple dalle supportée par deux pierres
- le type nordique, qui est plus grand et ressemble plus à une table
- le type à pierre sommitale, qui a une pierre de couronnement sans les pierres de soutien

La distribution des dolmens impliquerait quelque relation aux autres cultures mégalithiques mondiales.
L'architecture mortuaire des Trois royaumes était monumentale. Par exemple, dans le royaume de Koguryŏ, deux types différents d'architecture mortuaire ont évolué au cours de cette période : des pyramides en pierre renforcées et de grands monticules en terre. Le tumulus mortuaire de Cheonmachong est un exemple monumental de l'architecture mortuaire dans la capitale antique du royaume de Silla, Gyeongju.

### Période proto-Trois-Royaumes (duIer–IIesiècleav. J.-C.auIIIe–IVesiècle)
Des traces archéologiques d'un ancêtre de l'ondol, le système de chauffage coréen par le plancher, ont été trouvées dans des éléments architecturaux datant du début de la période Protohistorique. On commence, en effet, à trouver des habitations de pierre avec un chauffage par le sol, ancêtre de l’ondol. 
En 108 av. J.-C., quatre commanderies chinoises sont établies afin de partager le territoire de Corée. Les bâtiments officiels de cette période sont construits en bois, en briques et sont couverts de tuiles selon le savoir-faire chinois. L’architecture coréenne est alors fortement influencée par l'architecture chinoise.

### Période des Trois royaumes (IIIe–IVesiècleà 668)

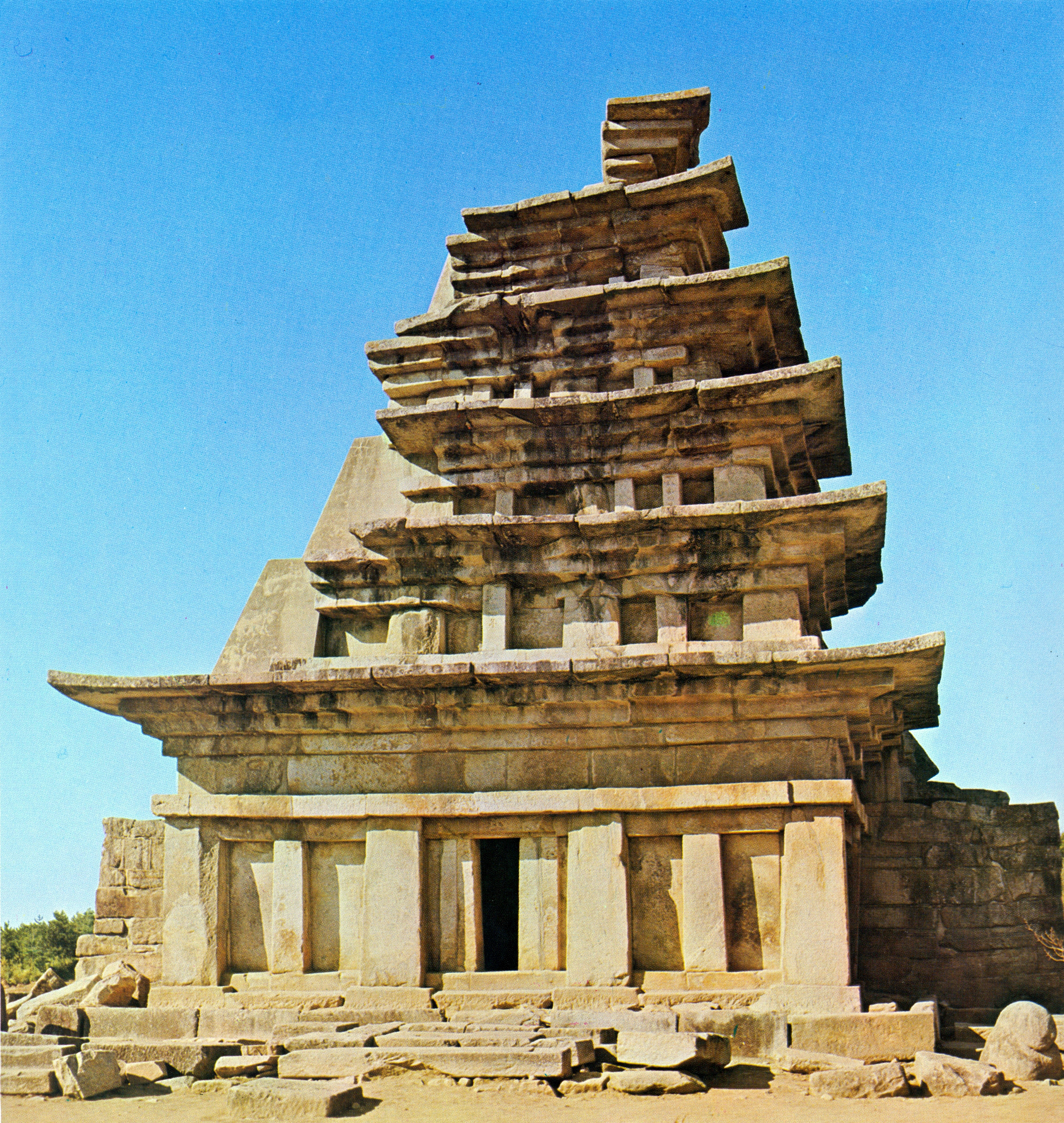
Mireuksa. Pagode occidentale, datée 639, à l'origine 9 niveaux Construction copiée sur l'architecture de bois. Iksan. Royaume de Baekje

Durant la période des Trois Royaumes de Corée, certains vivaient dans des maisons semi-souterraines tandis que d'autres vivaient dans des bâtiments surélevés.
Koguryŏ, le plus grand des Trois royaumes de Corée, est réputé pour ses forteresses montagnardes construites horizontalement et verticalement le long de la pente des versants. Une des forteresses bien préservées est celle de Baekam, construite avant le VIe siècle dans le sud-ouest actuel de la Mandchourie. Une restitution du fort de Kuui-dong, sur la rive nord du fleuve Han, se présente comme une bâtisse de pierre sur plan circulaire élevée sur un fort soubassement circulaire lui aussi. Au cours de cette période la structure architecturale des tombes a subi de très nettes évolutions.
Le royaume de Paekche fut fondé au début de notre ère et son territoire incluait la côte occidentale de la péninsule coréenne. Après la chute de Nangnang, Baekje a établi des relations avec la Chine et le Japon. De grands temples ont été construits au cours de cette période. La première pagode en pierre du temple de Mireuksa dans le district d’Iksan possède un intérêt particulier, car il montre la transition du bois à la pierre. Le royaume de Paekche a assimilé des influences diverses et revendique son héritage du modèle chinois. Des éléments postérieurs, mais non moins importants du modèle architectural de Baekje ont été adoptés par le Japon, comme en témoignerait le temple du Horyu-ji à Nara.
Silla fut le dernier des trois royaumes à se constituer en royaume indépendant. Des temples bouddhistes furent construits sur le territoire de Silla. Un des exemples bien connus de l'architecture de Silla est Cheomseongdae, le premier observatoire astronomique en pierre d’Asie. Il a été construit pendant le règne de la reine Seondeok (632-647). Cette construction est connue pour sa forme unique et élégante, mais sa fonction reste une énigme. Cet étonnant observatoire astronomique de Cheomseongdae (ou ce qu'il en reste), près de la capitale, Gyeongju, est construit avec 362 pierres, pour les 362 jours de l'année lunaire. Le style de construction est similaire à celui du temple bouddhiste de Bunhwangsa. La fenêtre, encore en place, est orientée en fonction des équinoxes de printemps et d'automne. La structure, au sommet de l'édifice, aurait pu recevoir une construction - probablement un pavillon de bois - permettant des observations précises, peut-être une sphère armillaire.

### Royaume de Silla (668-918)

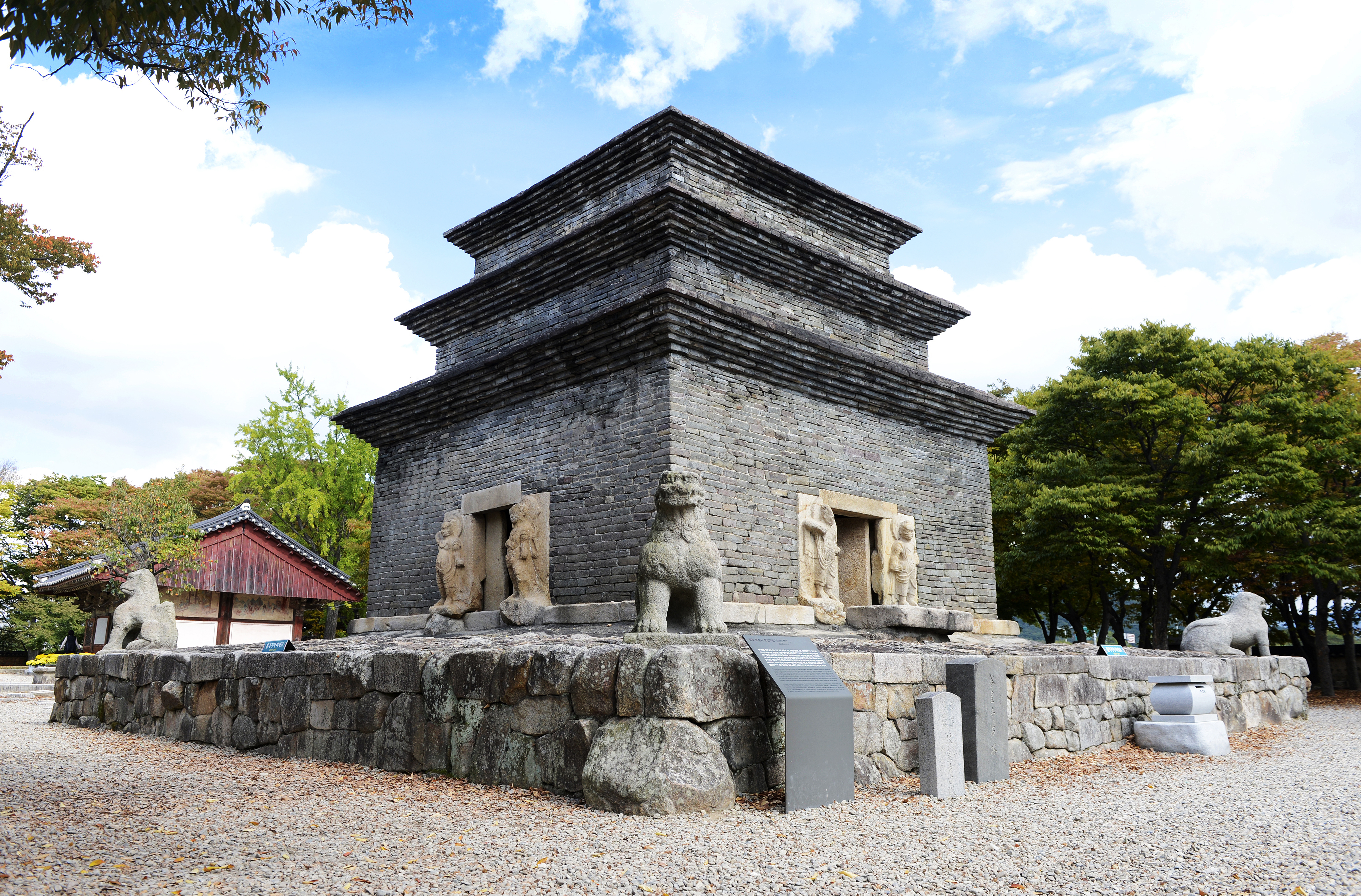
Pagode de Bunhwangsa, Gyeongju. Début VIIe siècle. Elle devait compter 9 étages, selon les textes

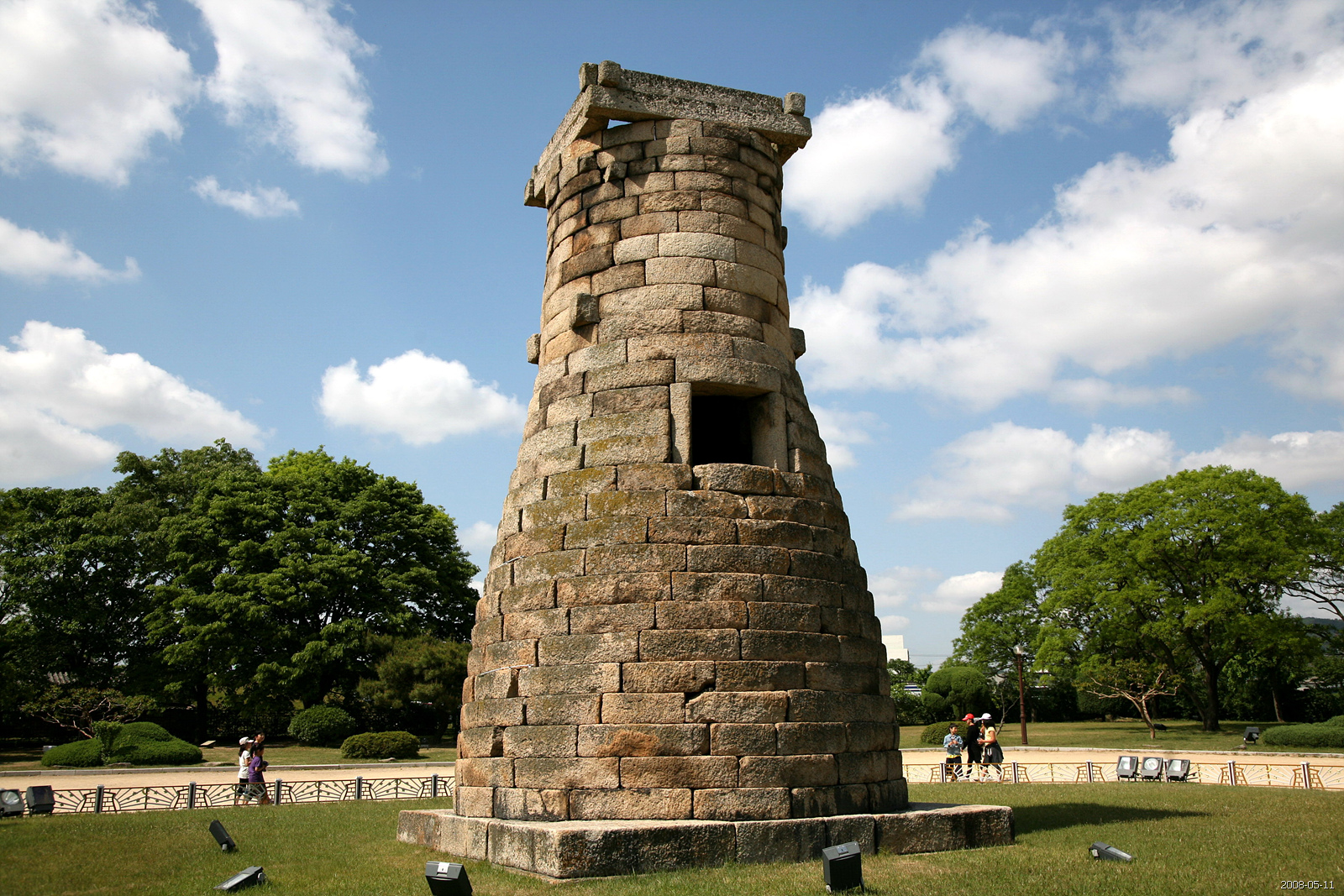
Cheomseongdae: observatoire astronomique (entre 632 et 647). H. 9.40 m. Gyeongju

Après l'unification de la péninsule coréenne par le royaume de Silla, les institutions coréennes ont été radicalement transformées. Silla s’est approprié la culture chinoise de la dynastie Tang alors à son paroxysme développant une identité culturelle unique. De nouvelles sectes bouddhistes ont été introduites et l’art bouddhiste s’est épanoui. Ce fut une période de paix et de forte évolution culturelle dans tous les domaines artistiques.
L'architecture s'est épanouie dans la capitale royale de Gyeongju, bien que presque toutes les traces de cette ancienne gloire aient disparu à l'heure actuelle. La ville a eu presque 200 000 habitants à son apogée. Elle était stratégiquement positionnée à la jonction de deux fleuves et de trois montagnes qui encerclent un bassin fertile d'environ 170 km². Le développement urbain de la ville s’est déroulé en trois étapes. Au cours de la deuxième étape, lorsque le temple Hwangnyongsa était situé dans le centre, la région s’est développée selon un réseau de points nodaux connectés par un dessin de voiries majoritairement composé de rues larges.
L’emplacement d’un ancien palais est marqué par le lac artificiel d’Anapji. Des murs de soutènement en pierre délimitent l’ancienne position du bâtiment. De grandes maisons sont construites dans la zone résidentielle noble dans la ville. Elles se conforment au code du bâtiment qui accorde des privilèges aux nobles, interdits aux hommes du peuple. Des tuiles des ruines de ces bâtiments sont trouvées un peu partout. Ceux qui sont encore intacts montrent une conception élégante et gracieuse.

#### Architecture religieuse

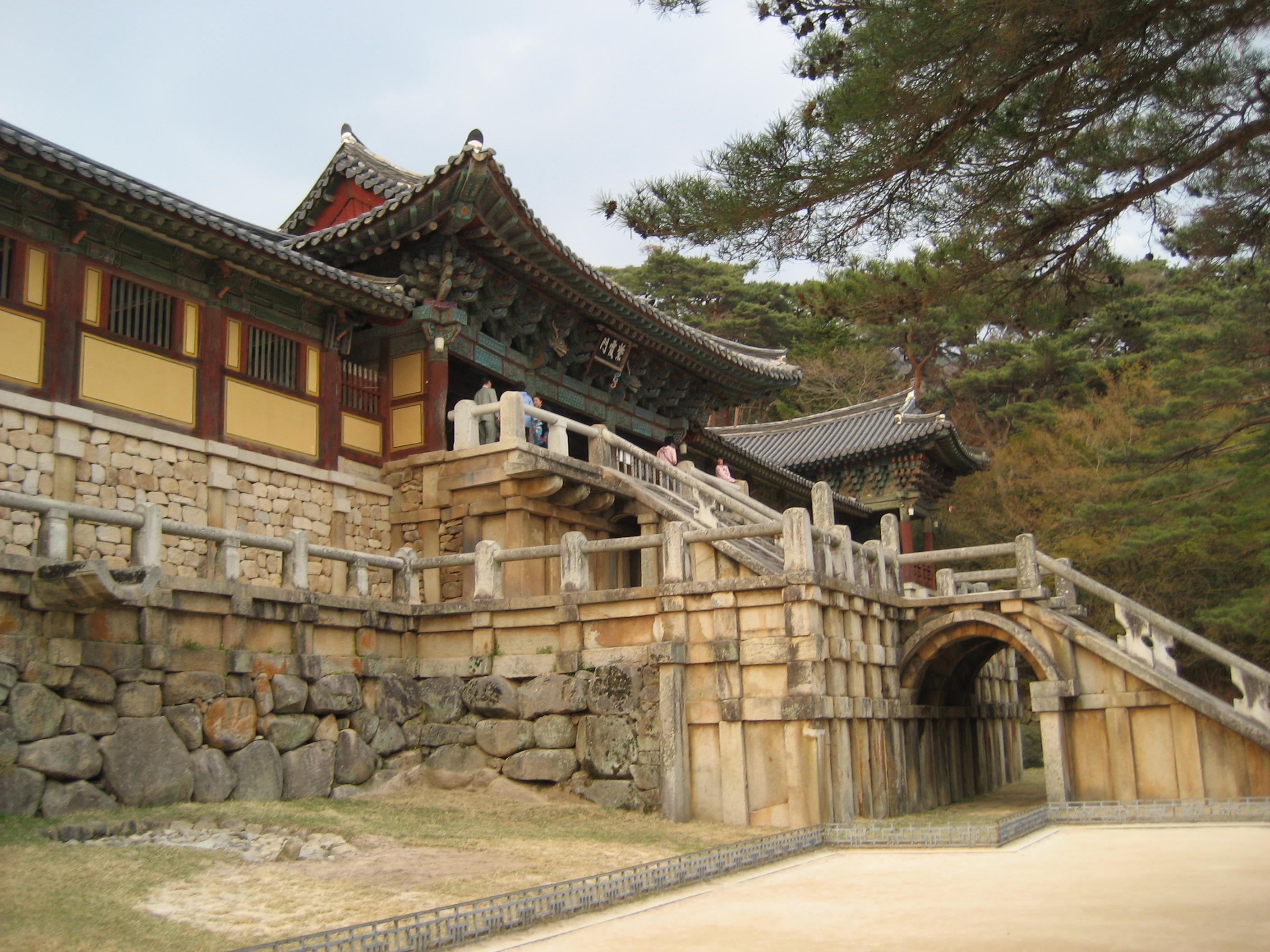
Temple Bulguksa

Les plans des temples bouddhistes sont caractérisés par leurs deux pagodes en face du hall central, suivant une disposition symétrique le long de l'axe au nord-sud avec les autres bâtiments. Le Temple Bulguksa, construit sur une plateforme en pierre au pied du mont Toham près de Gyeongju, est le plus ancien temple de Corée. Il a d’abord été fondé au début du VIe siècle, mais a été entièrement reconstruit et agrandi en 752. La plateforme et les fondations originales sont demeurées intactes jusqu’à présent, mais les bâtiments en bois actuels ont été reconstruits pendant la dynastie de Joseon.
Le travail de la pierre de la plateforme à deux niveaux manifeste un prodigieux sens de l’organisation architecturale et de méthodes de construction. Deux pagodes en pierre se tiennent devant le hall principal du temple. La plus simple, Seokgatap, placée à la gauche de la cour, représente la manifestation de Bouddha dans un calme transcendant. Elle se compose de trois étages pour une taille totale atteignant environ 8,20 m. La pagode se compose de simples dalles non décorées constituant le socle et d’un stūpa à trois étages possédant chacun cinq corniches renforcées ainsi que des toits tronqués. Ces caractéristiques constituent une forme typique des pagodes en pierre coréennes.

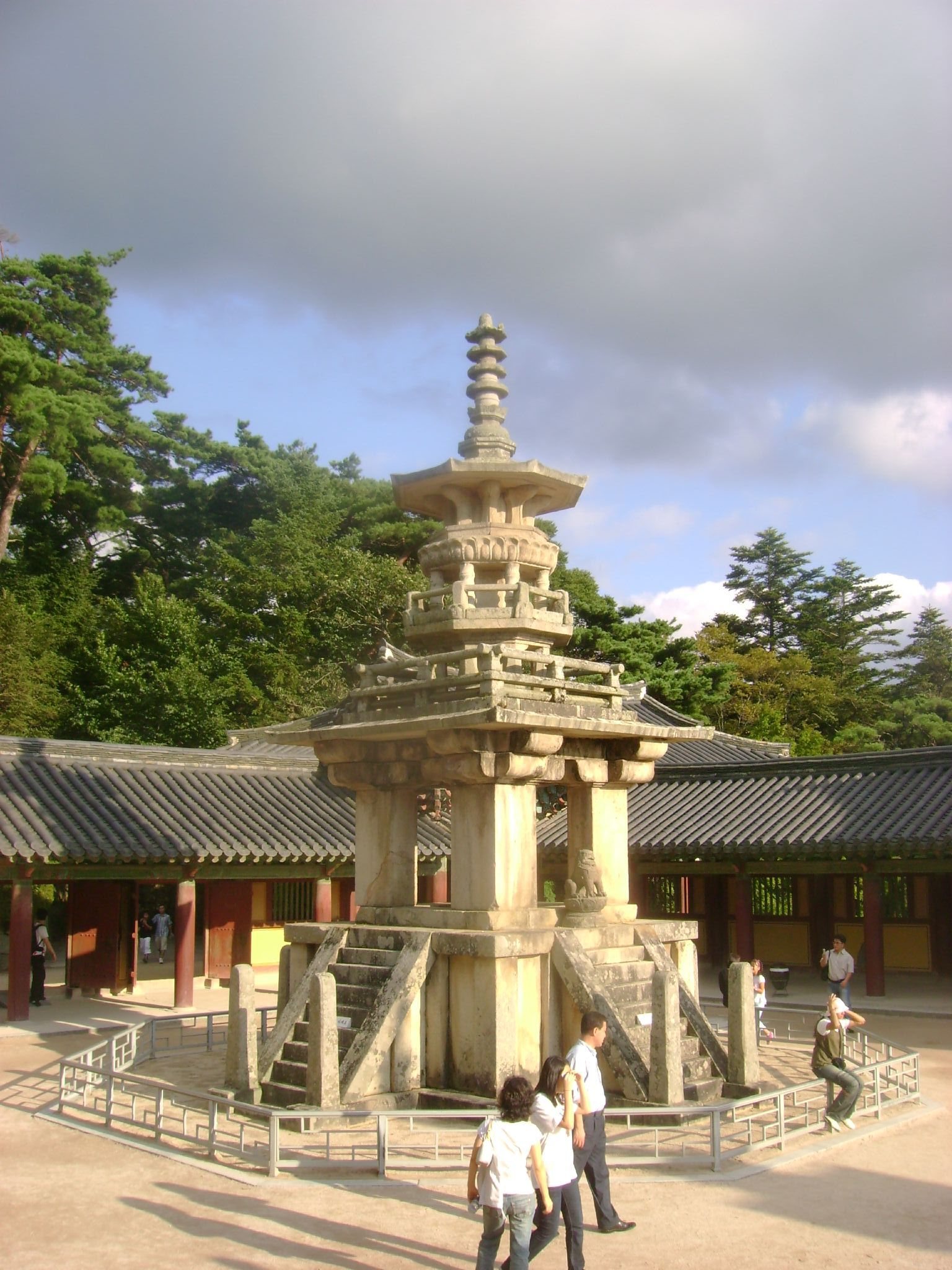
Dabotap, daté 751, Silla unifié. Temple Bulguksa

À la droite de la cour, la pagode Dabotap qui présente une manifestation de Bouddha dans un univers diversifié, est unique en Corée, voire en Asie. Avec une taille de 10,4 m, cette pagode est constituée d’un socle avec un escalier de chaque côté, quatre étages principaux ornés de balustrades et est caractérisée par la succession finale de boules et de platines. Le motif de fleur de lotus apparait dans les moulures et autres détails de la pagode.

Le sanctuaire de la grotte de Seokguram est situé sur la crête du mont Toham. Il a été construit par le même architecte que le temple de Bulguksa, et à la même période. Cette grotte sanctuaire artificielle fut habilement construite avec des blocs de granit et couverte d’un monticule afin de la fondre dans le paysage environnant. Le sanctuaire jouit d’une antichambre rectangulaire garnie de grandes dalles de pierre dans lesquels sont sculptées les figures des protecteurs du bouddhisme de chaque côté des murs et dans le couloir d’accès à la chambre principale. Cette dernière est circulaire, couverte par une élégante de coupole et ornée sur son pourtour de dalles en pierre sculptée représentant des bodhisattvas et les dix disciples. La statue gracieuse de Bouddha, disposée au centre sur un piédestal en forme de lotus est la pièce majeure de la chambre.
Les grottes sanctuaires ne sont pas rares en Asie, mais peu de ces tombeaux et sculptures dévoilent un tel niveau artistique.

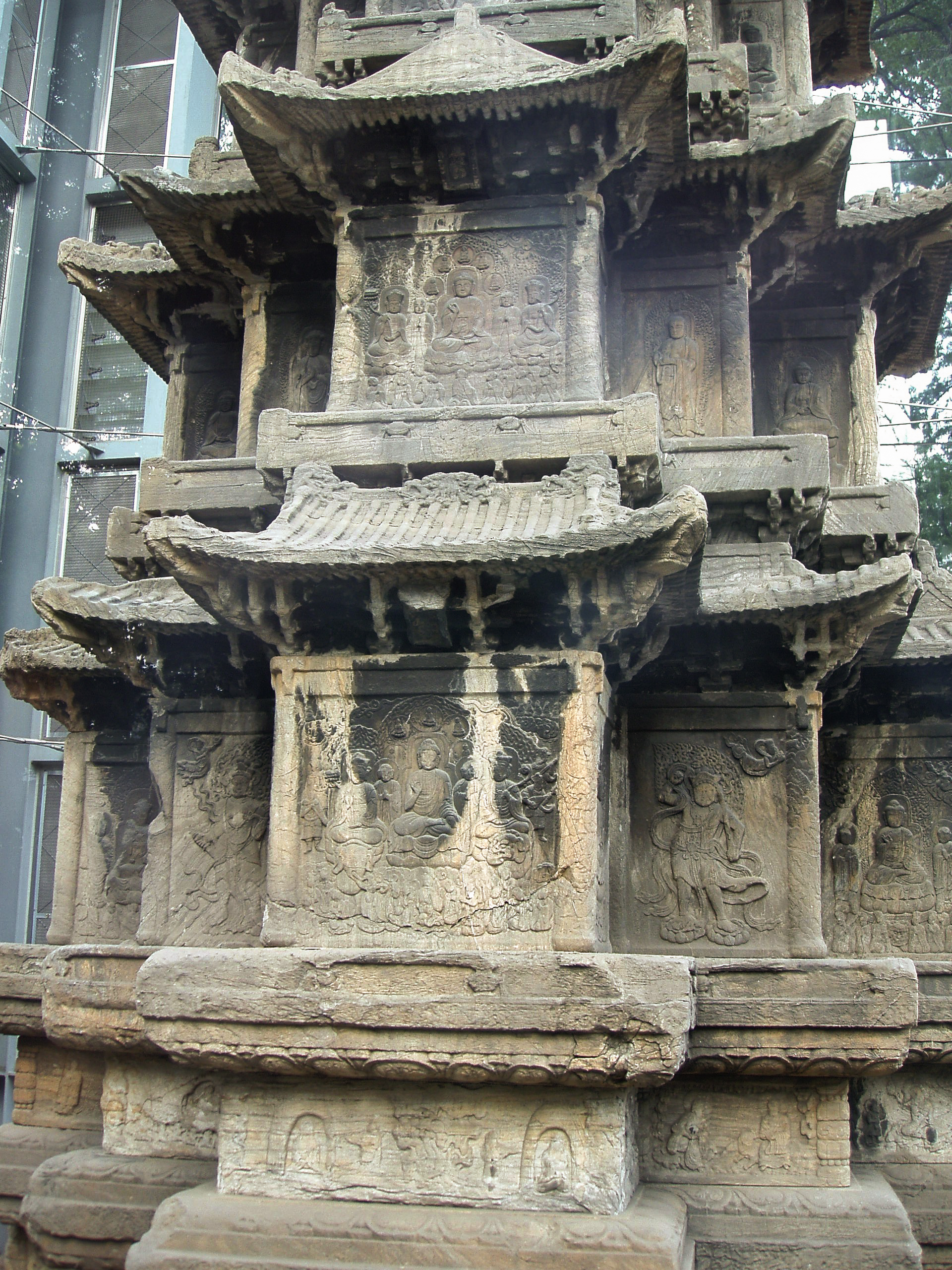
Wongaksaji, vers 1465. Détail. Tapgol Park - Seoul.

### Royaume de Goryeo (918-1392)
Une grande partie de l'architecture de cette période est liée à la religion et influencée par les pouvoirs politiques. Les temples bouddhistes et les pagodes sont construits en fonction des besoins religieux. Malheureusement, étant donné que la majeure partie de cette architecture était en bois, très peu de bâtiments ont réussi à traverser les âges. En outre, le capital du royaume était basé à Kaesong, en actuelle Corée du Nord, ce qui rend particulièrement problématique l’étude de cette période par les historiens.
Les quelques constructions en bois conservées de la période tardive de Goryeo en Corée du Sud laissent à voir des charpentes plus simples que celles que l’on peut trouver dans l'architecture de la période Joseon. 

### Ère Joseon (1392-1910)
La fondation du Joseon par la dynastie Yi en 1392 a amené au pouvoir des hommes imprégnés des doctrines du néoconfucianisme qui s’était lentement infiltré en Corée depuis la Chine au cours du XIVe siècle. Ce fait amène un nouveau contexte social relativement hostile au bouddhisme ce qui conduit graduellement l'État à transférer sa protection des temples bouddhistes aux institutions confucéennes. Tout au long de la mise en place de la dynastie, l'élan de réforme de la société selon les préceptes néoconfucéens entraine la construction d’hyanggyo (écoles locales) à Séoul et dans de nombreuses villes provinciales. Dans ces écoles, la jeunesse aristocratique est préparée à des carrières dans la fonction publique dans une atmosphère d'étude confucéenne. Bien que ces établissements aient duré jusqu’à la fin de la dynastie, ils commencèrent à tomber en désuétude au milieu du XVIe. L’augmentation de la population a eu raison de l’attrait et de l’accessibilité des carrières dans la fonction publique. En outre, l'aristocratie yangban améliorant sa compréhension du néoconfucianisme, elle devint plus exigeante sur la qualité et la sorte d’enseignement qu’elle désirait pour ses enfants. De ce fait, les hyanggyos ont progressivement été remplacés par des académies privées confucéennes (seowon) qui sont devenues partie intégrante de la vie aristocratique rurale jusqu'à la fin de la dynastie.

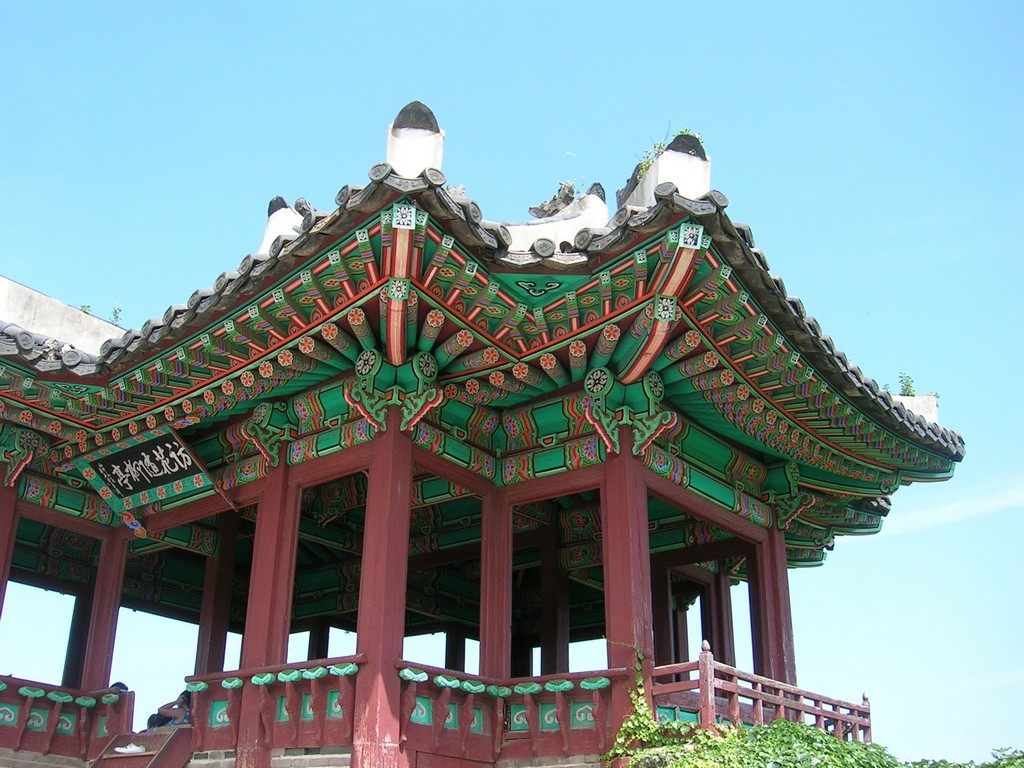
DongbukGakru de la forteresse de Hwaseong
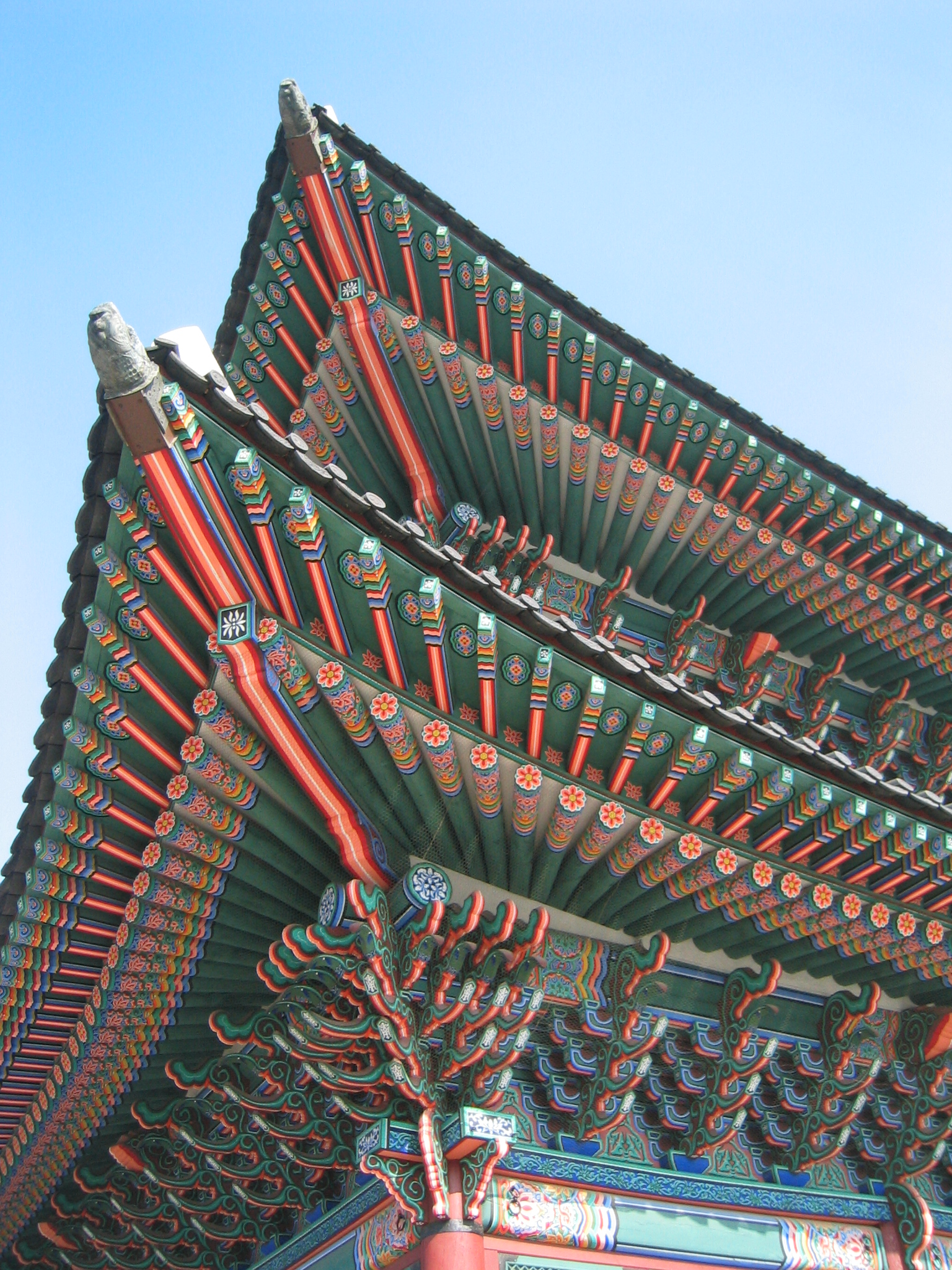
Architecture du tribunal de la dynastie Joseon
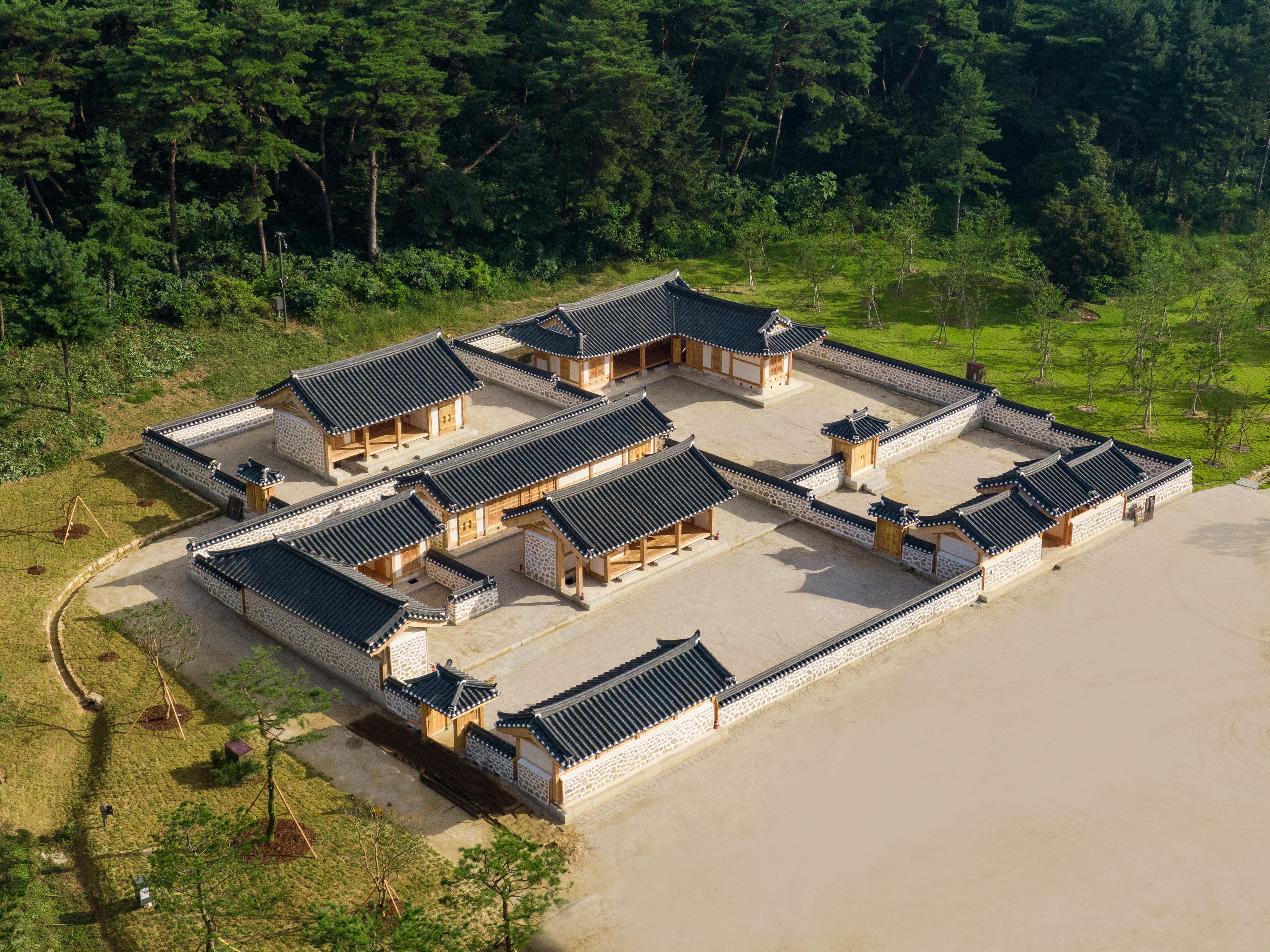
Un jaesil pour Sejong le Grand de la période Joseon, à 영릉 (조선 세종) (ko). Il a été construit en 1469, détruit sous les japonais, reconstruit en 1970. Septembre 2020.
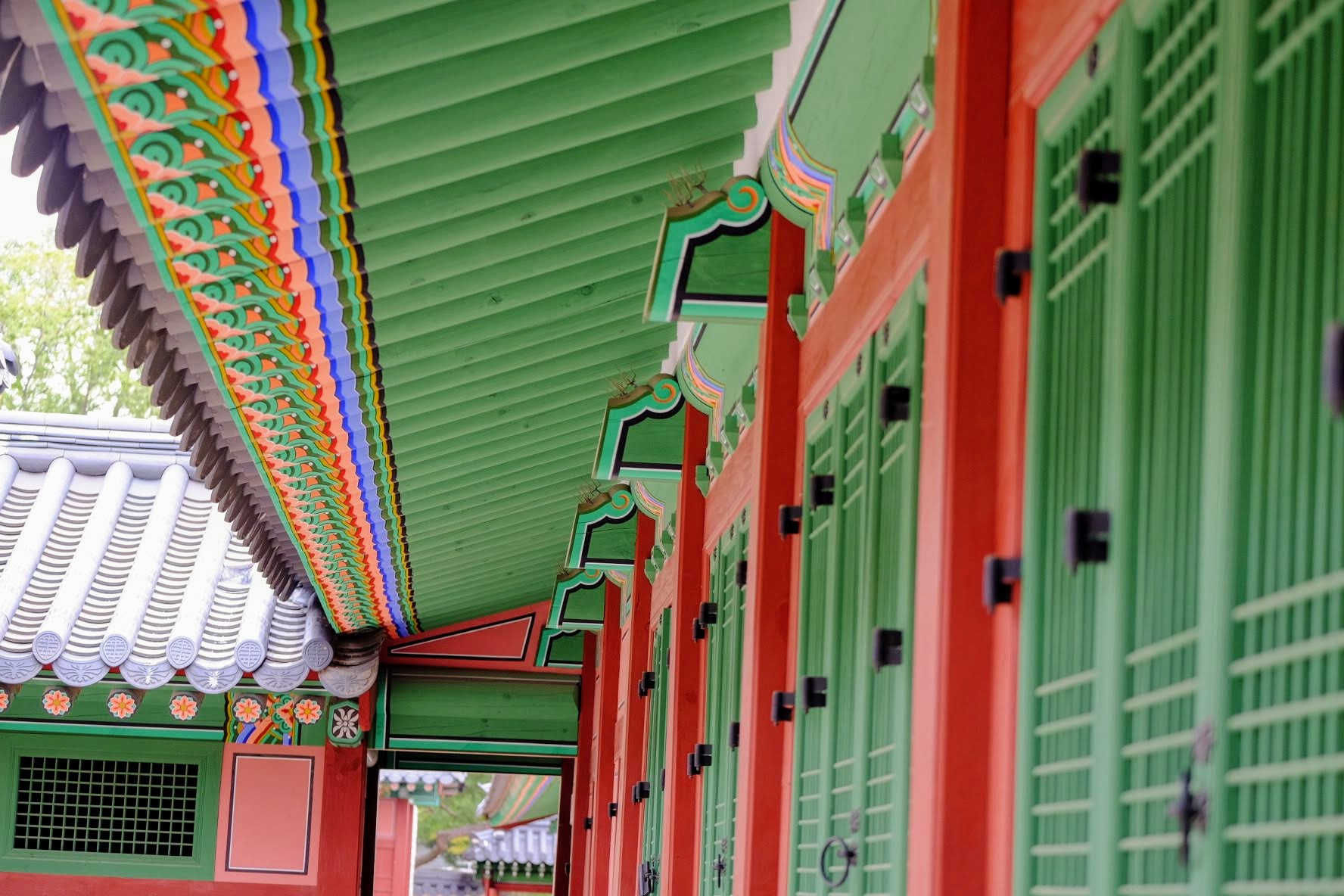
Détail architecturel du palais de Gyeongbokgung

Le néoconfucianisme a inspiré de nouveaux paradigmes architecturaux. Les jaesil, bâtisses servant à la préparation des rites sacrificiels des chefs défunts, sont courants dans beaucoup de villages où les clans érigent des installations pour la vénération commune d'un ancêtre éloigné. Les jongryo, ou tombeaux commémoratifs, ont été établis par le gouvernement pour commémorer des actes exceptionnels de piété filiale ou de dévotion. Même au-delà de ces archétypes, l’esthétique du néoconfucianisme, qui favorise le caractère pratique, la frugalité, et l'harmonie avec la nature, a permis d’instaurer un modèle architectural cohérent dans toute la société coréenne.

### Période de la colonisation japonaise

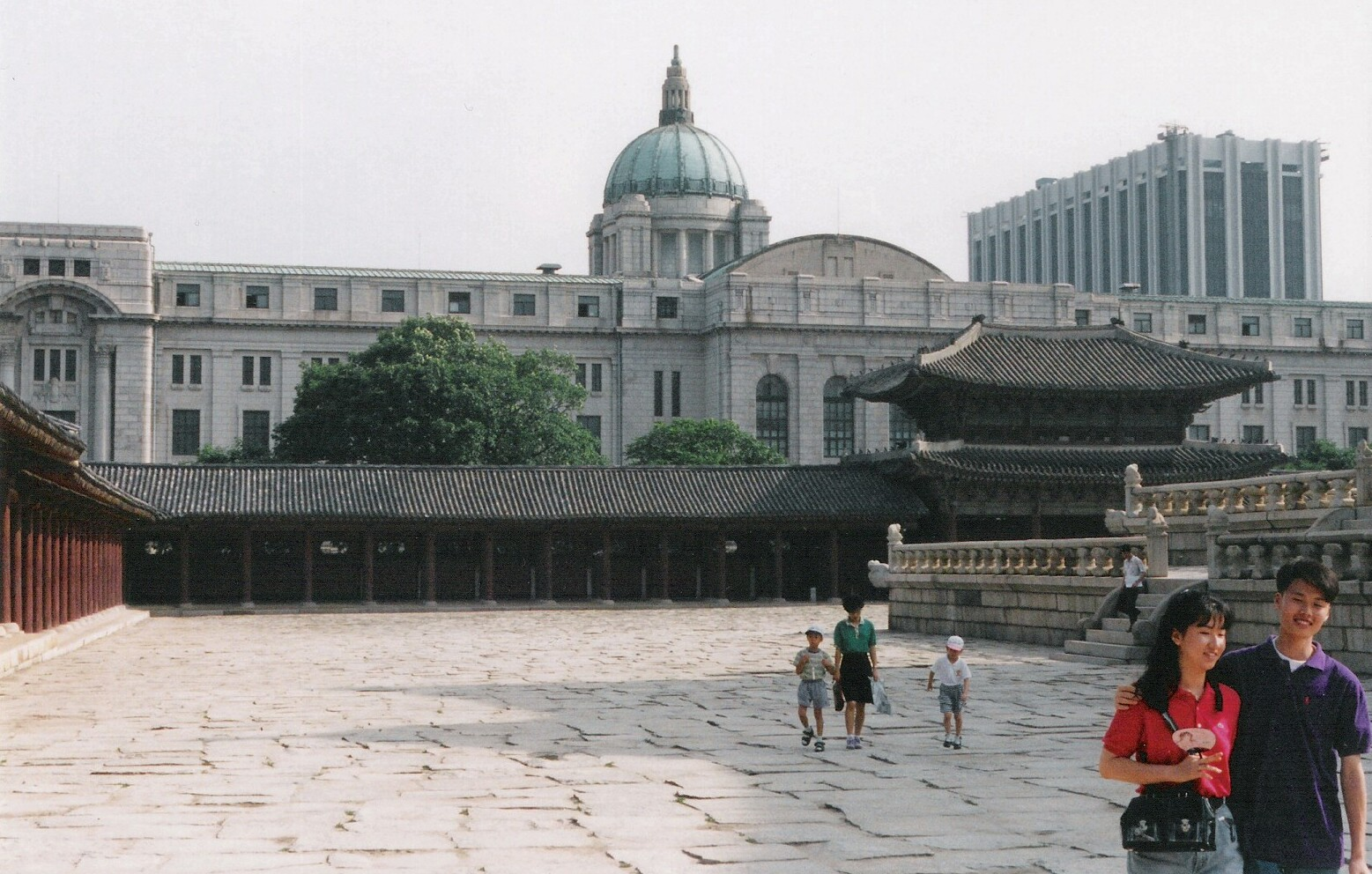
Le bâtiment du Gouverneur général japonais en Corée en face de Gyeongbokgung a été rasé en 1996

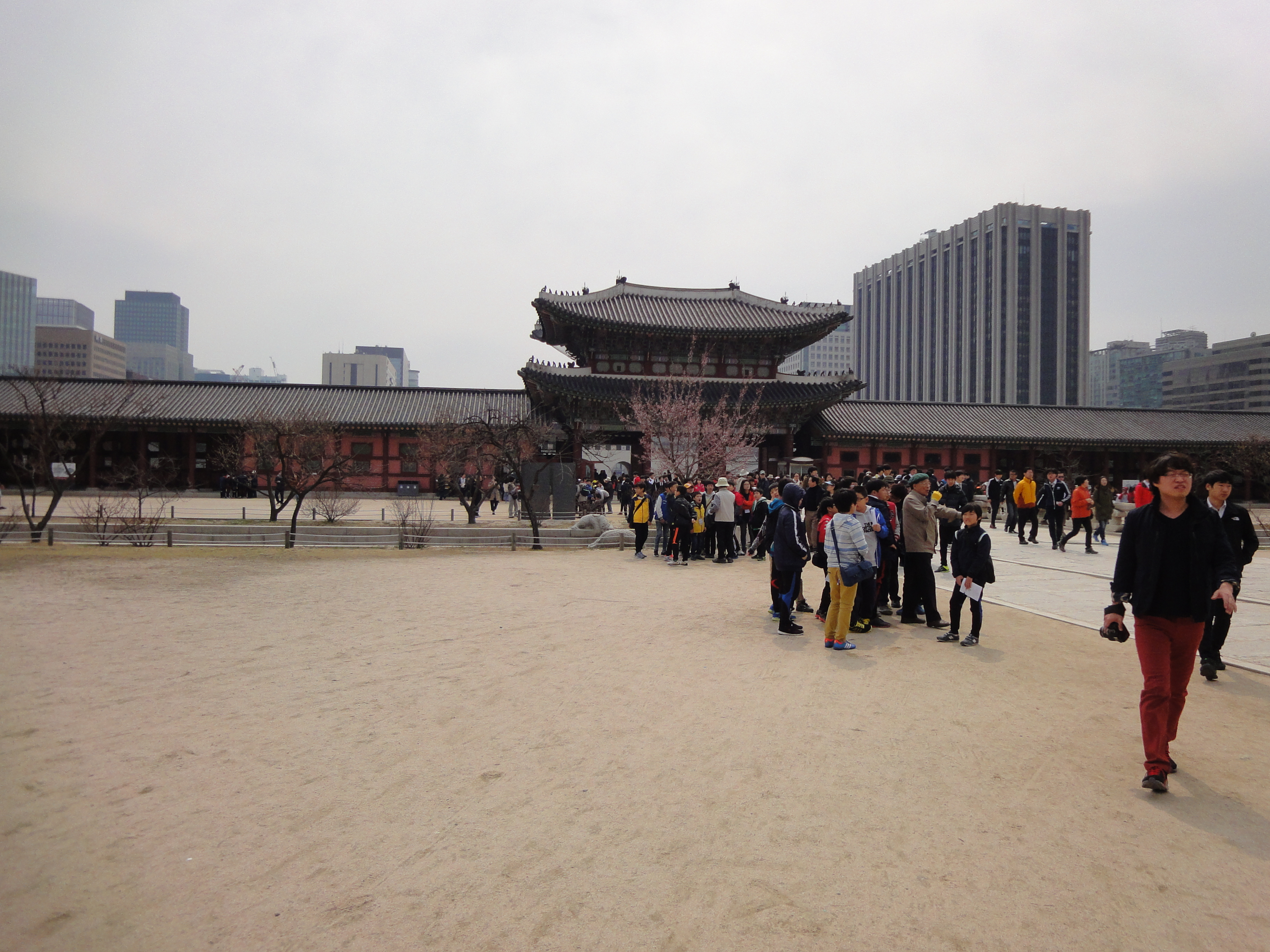
La même porte (seconde depuis l'extérieur, dans l'axe de composition des bâtiments), sans le bâtiment du gouverneur japonais.

L’occupation japonaise de la Corée a commencé vers 1910 et finit en 1945. Au cours de cette période (Histoire de la Corée durant la colonisation japonaise), l’empire du Japon détruisait systématiquement l’architecture coréenne traditionnelle et locale en la remplaçant par de l’architecture japonaise. Une des méthodes par lesquelles le peuple coréen a pu résister au colonialisme et au programme nationaliste japonais a été de construire des maisons traditionnelles coréennes. Les maisons hanok du village de Jeonju en sont un exemple particulièrement notable. Elles furent érigées comme base de la fierté nationale et le restent aujourd’hui. 
D’importants sites patrimoniaux d’architecture furent détruits, souvent par le feu. Des éléments significatifs du paysage comme les jardins traditionnels coréens ont été rasés. Des pièces artistiques considérables sont vendues ou emportées au Japon, jusqu’aux arbres bunjae antiques, pris afin d’être replantés dans les jardins de bonzaï japonais. Parallèlement, la construction d’architecture religieuse traditionnelle (bouddhiste) était jugulée.
La construction d’infrastructure dans le cadre de la colonisation a d’abord concerné les réseaux de transport. Ainsi, les lignes de chemin de fer voient fleurir des gares et des hôtels dans le style japonais. Bien que les ports soient des lieux de transit, les constructions y sont peu nombreuses. Dans les terres, les Japonais ont construit de nouveaux hôtels de ville, des casernes, des bases militaires, des prisons, des commissariats et des koban. Après avoir interdit l’enseignement de la langue coréenne dans les écoles, le Japon a construit de nombreuses nouvelles écoles selon le modèle d’éducation japonais. Les écoles d’architecture coréennes furent par conséquent fermées et les architectes coréens étaient formés uniquement au Japon et encouragés à dessiner exclusivement suivant les modèles et les styles japonais lors de leur retour en Corée. Bien que l’hypothèse selon laquelle les influences occidentales sur l’architecture japonaise auraient été transmises à la Corée ait été émise, cela n’est pas arrivé.

## Architecture moderne

### Corée du Sud
Les architectes coréens se distinguent encore aujourd'hui par la volonté d'une bonne intégration du bâti avec la nature, quand c'est possible, en Corée même, ou ailleurs dans le monde. 
Parmi les grands projets emblématiques du XXIe siècle, le nouveau Musée national de Corée, à Séoul, correspond bien à son époque et au désir de faire image. C'est le groupe Chang-Il Kim of Junglim Architects & Engineers qui a emporté le concours. Le musée a été inauguré en 2005 avec un vaste espace de jardins et vue sur le Mont Namsan. Le projet envisage, en 2016, de l'inscrire dans une perspective plus vaste, qui englobera, à terme, les anciens terrains militaires des forces armées des États-Unis (déplacées) qui jouxtent le musée, au cœur de Séoul. Par ailleurs, l'extension de projets plus anciens permet un autre type d'intégration, qui sait allier des effets de style subtilement distincts et une autre réflexion sur la nature de l'objet architectural.
Quelques architectes modernes :
- Kim Swoo-geun
- Min Hyeon-sik (National University of Cultural Heritage of Korea, NUCH)[9]
- Moon Hoon[10]

Par ailleurs, la Corée offre aussi à de grands architectes étrangers l'occasion de concrétiser des projets de valeur, comme ce fut le cas pour Dominique Perrault dans son extension (2004-2008) de l'Université féminine Ewha, à Séoul.

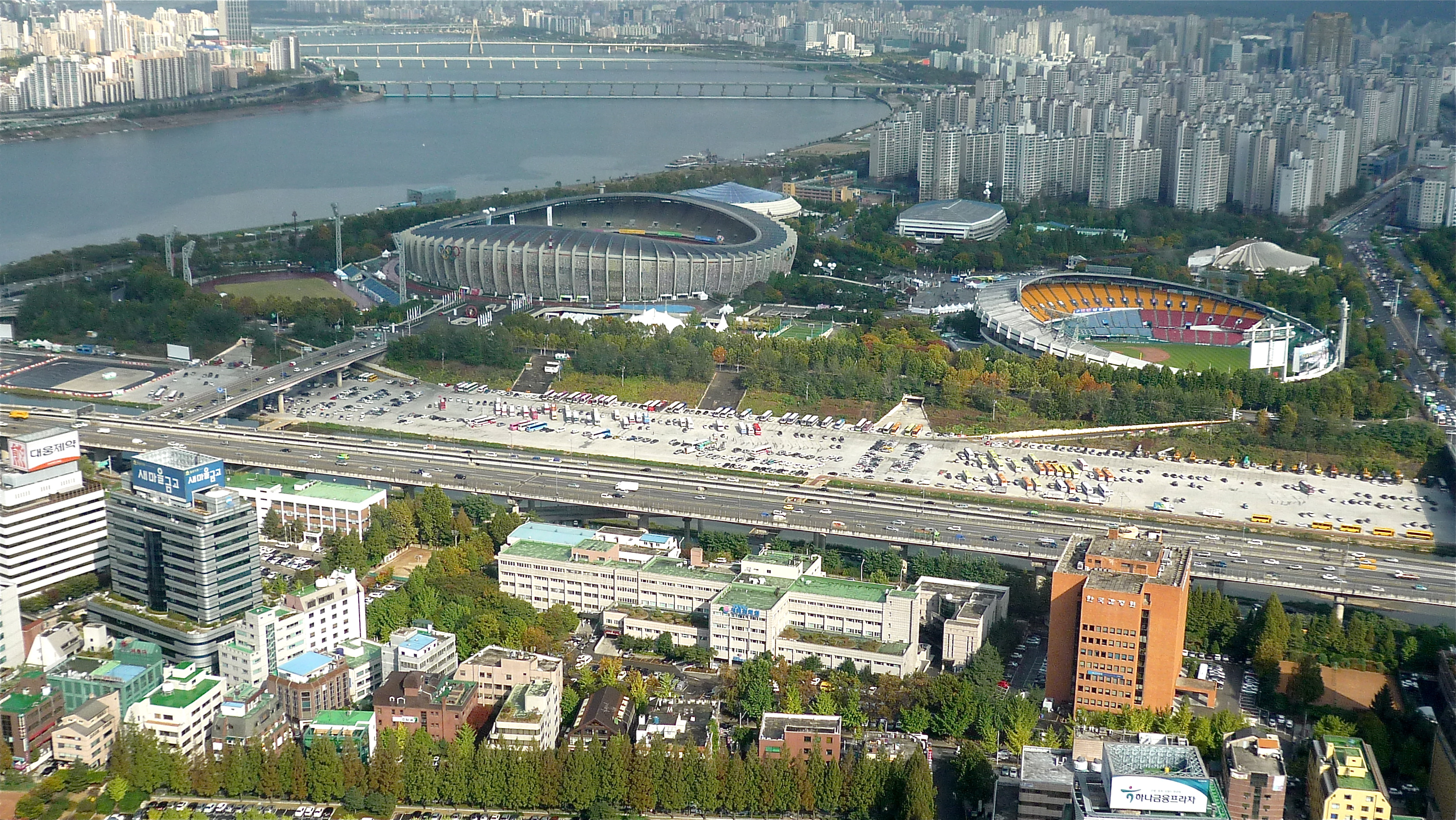
L'ensemble Olympique de Séoul, depuis la tour COEX, en 2008. Kim Swoo-geun architecte : le grand stade, 1977-1984
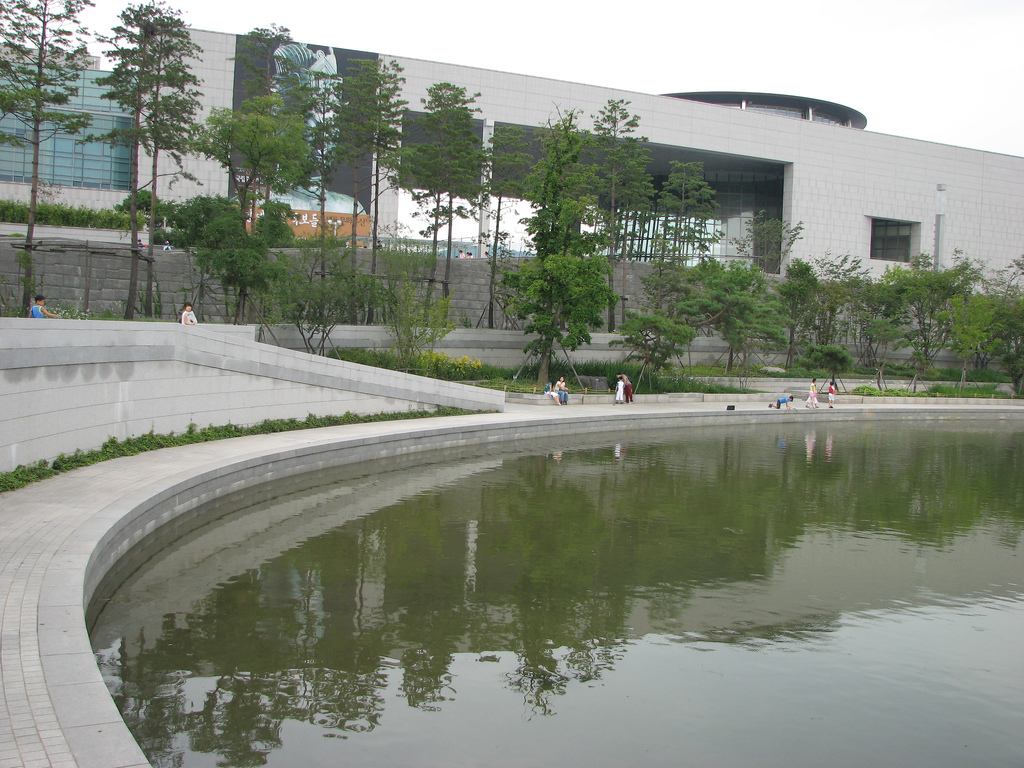
Musée national de Corée, à Séoul, 2005. Groupe Chang-Il Kim of Junglim Architects & Engineers
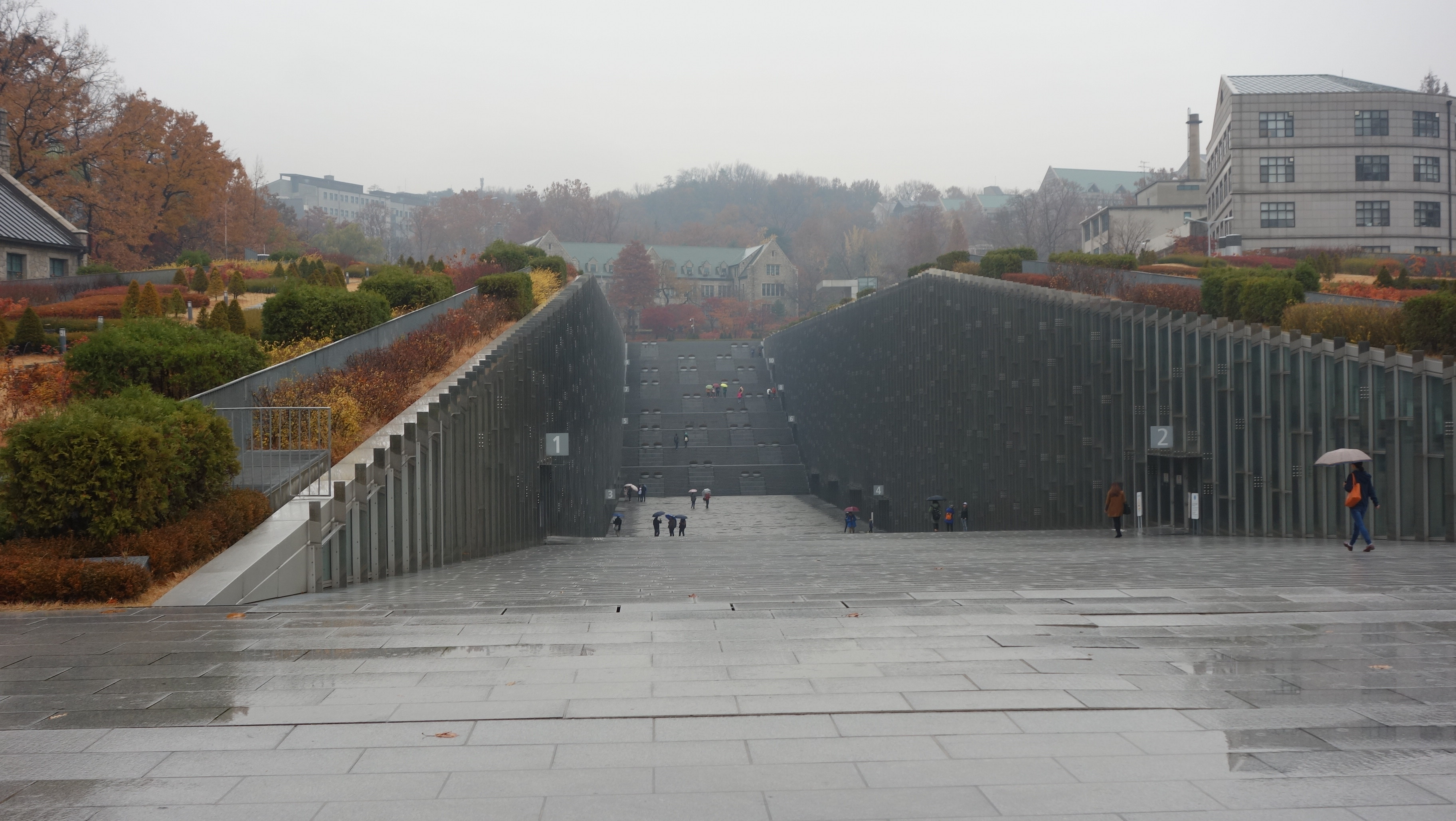
Extension de l'Université féminine Ewha, Séoul. Dominique Perrault, 2004-2008. Architecture enterrée, à dr. et g. de l'escalier-amphithéâtre.

### Corée du Nord
L'architecture nord-coréenne est fortement marqué par la reconstruction d'après guerre de Corée. La période 1953-1960 est marquée par la reconstruction des villes avec des bâtiments de style néoclassique soviétique et par la volonté de mettre en place une vision socialiste de l'architecture.
À partir des années 1960, Kim Il-sung, dirigeant de la Corée du Nord, engage le pays dans une conception de l'architecture qui introduit des éléments traditionnels coréens sur des bâtiments de style néoclassique.
L'architecture nord-coréenne connaît son âge d'or sur la période de 1970 à 1989. Dans une volonté de faire rayonner le pays et la capitale Pyongyang, de nombreux édifices monumentaux sont construits, le style moderne des bâtiments s’ajoute au style néo-traditionnel.
Le milieu des années 1990 marque une rupture nette avec la décennie précédente, une famine fait surface et peu de constructions sont réalisées. Une reprise intervient dans les années 2000. En 2011, Kim Jong-il meurt, le pouvoir est transféré à son fils Kim Jong-un et les constructions s'accélèrent. À partir de cette date, de nombreux édifices et infrastructures sont construits.
Dans le pays, l'architecture est vue par le régime comme un vecteur de propagande, auquel est combiné l'urbanisme pour mettre en valeur les monuments représentant les dirigeants et l'histoire du pays du point de vue du régime.
Le béton massivement utilisé pour la construction des bâtiments et des monuments est le fruit d'une incapacité à s'approvisionner en matériaux, même si les périodes récentes intègrent des bâtiments avec des éléments en verre.